# Kim Han-byeol
Kim Han-byeol, conosciuta anche come Kim Roberson (김한별?; Scottsdale, 21 novembre 1986), è una cestista statunitense con cittadinanza sudcoreana.

## Carriera
Con la Corea del Sud ha disputato i Campionati mondiali del 2018.